# Duomo di Bamberga
Il Duomo Imperiale dei santi Pietro e Giorgio (in tedesco comunemente detto Bamberger Dom, dal nome ufficiale di Bamberger Kaiserdom Sankt Peter und Sankt Georg) è la cattedrale della città di Bamberga in Baviera, sede dell'arcidiocesi metropolitana.
Fondata a partire dal 1004 per volere dell'imperatore Enrico II il Santo, è una delle sette cattedrali imperiali di Germania. Infatti, accoglie la tomba (capolavoro di Tilman Riemenschneider) dell'imperatore e di sua moglie Cunegonda, entrambi santificati, unici governanti canonizzati del Sacro Romano Impero. È l'unica chiesa della Germania in cui è sepolto un papa, Clemente II.
Nel 1923 il duomo è stato elevato alla dignità di basilica minore.
Rappresenta un significativo esempio dell'architettura romanica e una delle opere medievali più importanti della Germania.

## Storia e descrizione

### La prima cattedrale (Heinrichsdom)
La prima pietra dell'edificio precedente all'odierna cattedrale, detto Heinrichsdom, venne posta nel 1004 dall'imperatore Enrico II il Santo sulle fondamenta della cappella, e il cimitero, dell'antico Babenburg (il sito primitivo di Bamberga, ereditato da suo padre Enrico il Litigioso). Nel 1007 Bamberga venne elevata, per volere imperiale, a Diocesi e la chiesa venne notevolmente migliorata ed assunse già quella pianta bicefala, a due cori contrapposti e quel particolare orientamento da nord-est a sud-ovest, che ancora la caratterizzano. Nell'anno 1012 l'edificio si poté definire terminato.
Il 6 maggio 1012, data di ricorrenza del compleanno di Enrico II, si svolse una solenne cerimonia di consacrazione della cattedrale a san Pietro, la Vergine Maria e san Giorgio. La presenza di 45 vescovi e alti dignitari della Chiesa fra cui, con una sola eccezione, tutti gli arcivescovi del presente Sacro Romano Impero, testimoniano l'importanza che il nuovo edificio avrebbe assunto nella chiesa tedesca. L'Heinrichsdom aveva una pianta basilicale divisa in tre navate da colonne reggenti soffitti lignei piatti, con un transetto e il coro principale verso est fiancheggiato da due torri e chiuso da un'abside semi-circolare. Il duomo entrava nella tradizione delle grandi cattedrali dell'XI secolo, anche se in confronto a quelle maestose contemporanee di Magonza (lunga 116 metri) e di Spira (lunga 134 metri), con la sua lunghezza di soli 75 metri restava piuttosto modesta. Di questa cattedrale oggi si conserva solo la tomba sotterranea dei vescovi.
Durante la veglia pasquale del 1081 un incendio si sviluppò all'interno del Duomo distruggendone il tetto e le torri. Subito si corse ai ripari tanto che nel 1087 il vescovo Rupert poté tenervi un sinodo. I lavori di ripristino continuarono anche sotto il suo successore, il vescovo sant'Ottone, già esperto in costruzioni avendo condotto il cantiere per la trasformazione della cattedrale di Spira. Il duomo di Bamberga ricevette un nuovo assetto: le colonne vennero rivestite di stucchi atti a celare le bruciature della pietra, il coro orientale venne dotato di una costosa copertura in rame per ridurre il pericolo di incendio e i campanili a guglie vennero dorati.

### Il duomo odierno (Eckbertdom)

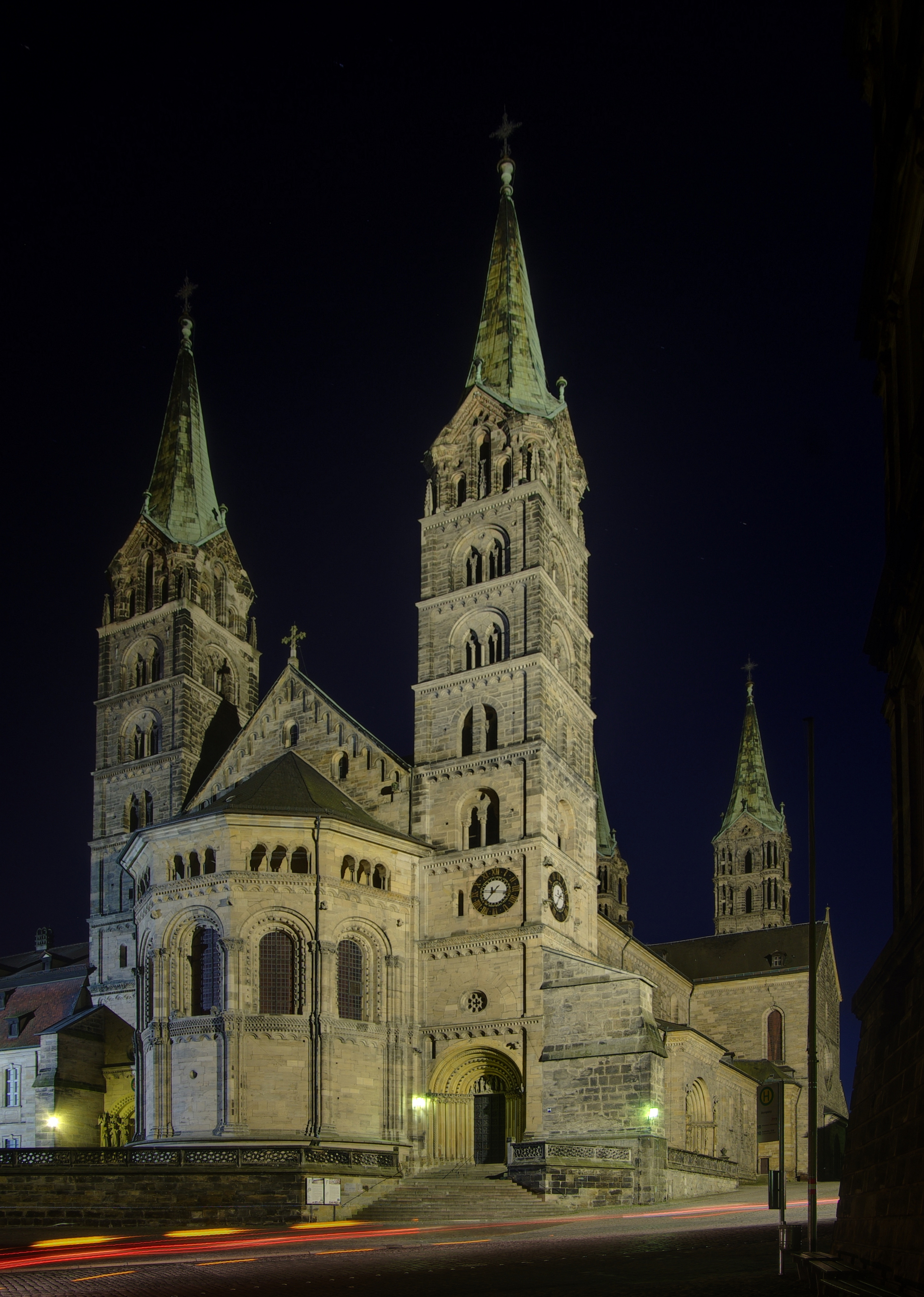
Veduta del coro orientale

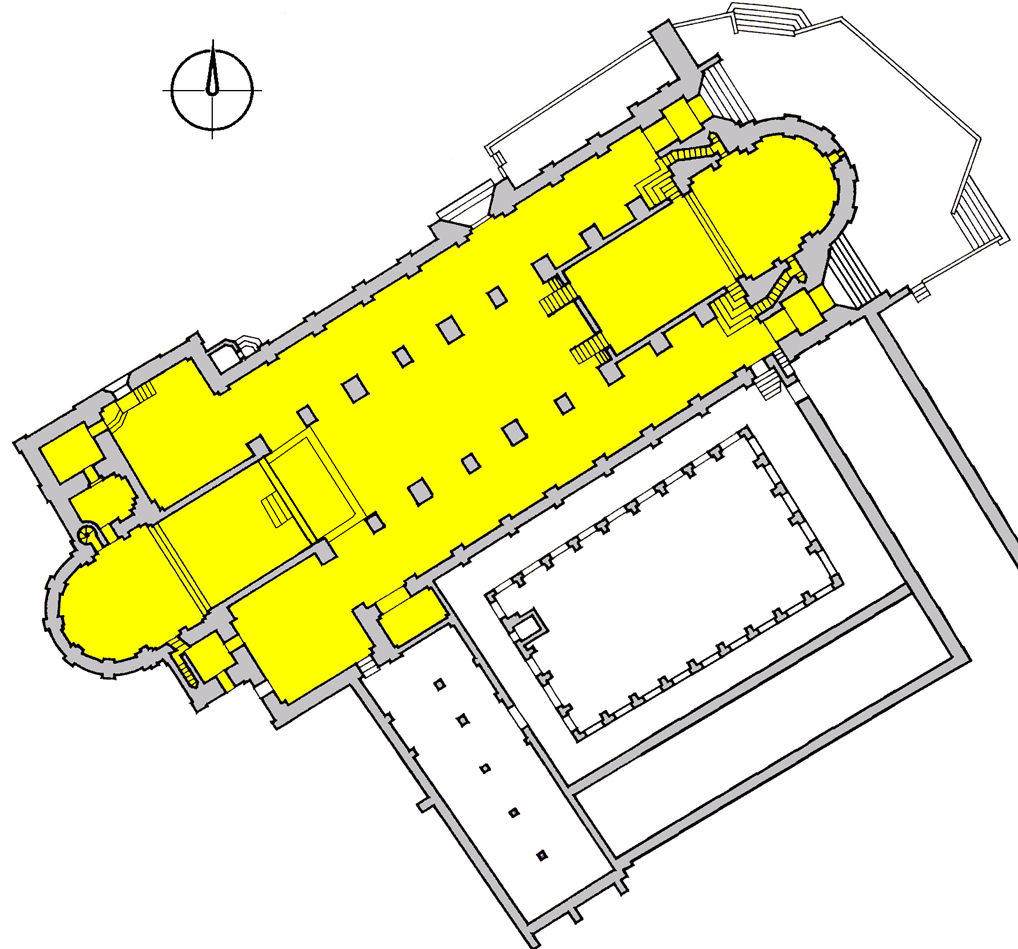
Pianta del duomo

Nel 1185 si sviluppò un altro, ben più grave incendio, tanto che si decise per l'integrale demolizione dell'edificio, anche se per continuare a celebrare le funzioni religiose e preservare, in questo modo, la sacralità del luogo, la demolizione e la ricostruzione vennero coordinati in modo da garantire sempre il culto all'interno della chiesa. La nuova costruzione si pose nello stesso identico posto, mantenendone anche il particolare orientamento. Essendo l'imperatore Enrico II già stato canonizzato nel 1146, il vescovo Thimo von Lyskirch si adoperò perché altrettanto avvenisse per l'imperatrice Cunegonda. La sua canonizzazione avvenne in cattedrale il 29 marzo 1200 e fu una delle più importanti santificazioni nel medioevo perché pochissime erano le donne canonizzate non martiri. In seguito all'evento, venne eretto un altare in onore di Cunegonda.
La nomina a vescovo, nel 1203, del potente Eckbert di Andechs-Merania, fratello di Santa Edvige, di Agnese di Merania, moglie del re di Francia Filippo Augusto e di Ottone II di Borgogna, oltre che cognato del re Andrea II d'Ungheria e cugino del futuro imperatore Federico II, rafforzò l'intenzione di ricostruire il duomo. Tuttavia il regicidio di Filippo di Svevia, assassinato il 21 giugno 1208 nella Corte Vecchia, poco prima della sua elezione a imperatore, dal conte palatino Ottone VIII di Wittelsbach, fermò i lavori per alcuni anni. Il vescovo Eckbert, partigiano di parte guelfa per l'elezione imperiale di Federico II, venne subito considerato complice, e così fuggì dal cognato Andrea II d'Ungheria. Con grande impegno diplomatico, presto fu riabilitato, tanto che nel 1212 poté tornare nella sua diocesi. Nel 1215 il cantiere del Duomo riprese le sue attività, ma le relazioni internazionali del vescovo, lo spinsero a modificare lo stile architettonico influenzato dallo sviluppo dell'arte contemporanea francese.
Tra il 1215 e il 1225 a erigere il coro orientale venne chiamato un Maestro alto-renano; a lui succederà un architetto della Borgogna che volterà il coro, erigerà le torri e costruirà il piedicroce. Un terzo architetto, un converso cistercense, eresse il transetto e il coro occidentale, mentre un quarto Maestro, della Francia settentrionale, realizzò tutte le sculture dell'edificio. I lavori finirono nel 1237 e nello stesso anno il nuovo Duomo, di dimensioni maggiori, venne consacrato, come riportato dagli Annuari di Erfurt: 
"Hoc anno pridie Nonas Maii in Babenberc dedicatum est monasterium ab his episcopis: Erbipolense, Eystatense, Nuwenburgense, Merseburgense; domino papa ibidem magnam faciente indulgentiam." 
"Quest'anno il giorno prima del Nove di maggio, la cattedrale di Bamberga, fu consacrata dai seguenti vescovi: di Würzburg, di Eichstätt, di Naumburg, e di Merseburg. Il Papa aveva concesso una grande indulgenza".

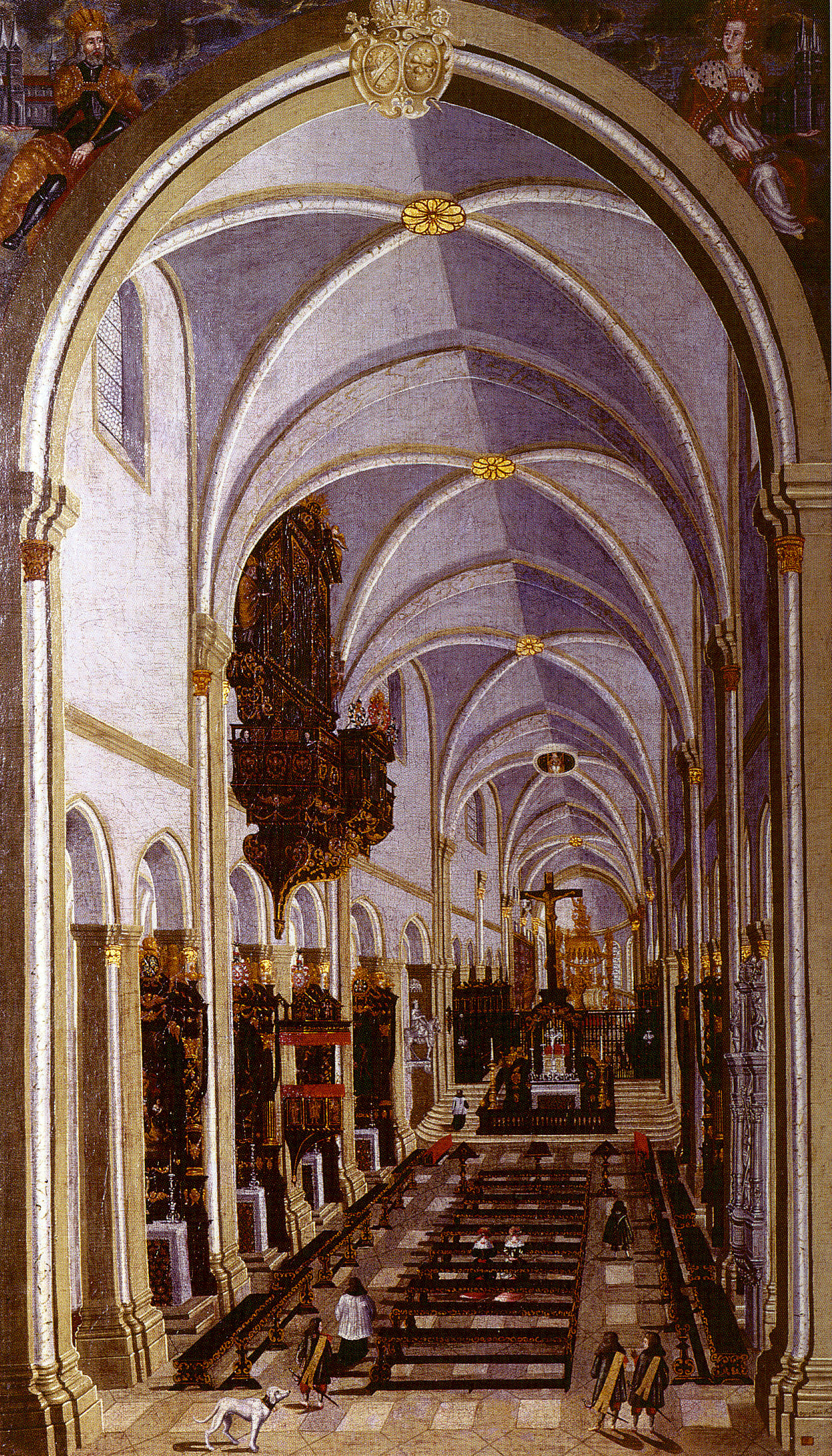
L'interno della cattedrale barocchizzata

Dopo la fine della Guerra dei Trent'anni, sotto il Principe vescovo Melchior Otto Voit von Salzburg, la cattedrale venne "modernizzata". In linea con le tendenze dettate dal Concilio di Trento, il Duomo venne reso barocco, come simbolo della Controriforma. Anche se il Capitolo della cattedrale non sposò mai in pieno l'attuazione del nuovo movimento artistico, il 10 maggio 1611, decise di dipingere l'interno. Nel 1678, poi, quasi tutti i 30 altari erano barocchi. Nel corso dei secoli, tuttavia, l'uso di candele obbligò più volte a nuove pitture, tanto che si trovano resti di ben 12 strati e di colori diversi, soprattutto in bianco, ma anche in verde, ocra e giallo. Una decisione importante fu, poi, quella della rimozione delle antiche vetrate istoriate superiori per aver più luce.
Nel 1830, il re Ludovico I di Baviera decise che la cattedrale doveva essere restituita al suo originale stile romanico, e ordinò una ricostruzione purificatrice, affidandola al celebre architetto Friedrich von Gärtner.

## Esterni

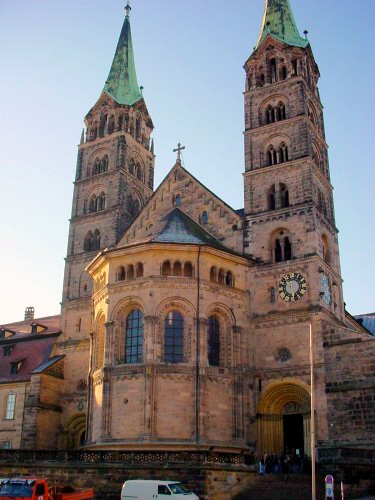
Il corpo orientale.

Caratterizzato dall'inconfondibile profilo a quattro torri e con pianta bicefala, il duomo presenta il coro orientale che, su un alto zoccolo, domina la piazza facendone da facciata. 
Di fattura tardoromanica, è tripartito orizzontalmente da cornici a motivi geometrici. Le grandi finestre a tutto sesto, fortemente strombate, sono decorate con semicolonne aggettanti. In alto corre una galleria tripartita di archi sostenuti da colonnine binate. Ai lati svettano le due torri a più ordini, romanici, in basso; e gotici, in alto; coronate da cuspidi ramate. 
Sotto le torri si aprono due portali ornati negli archivolti da motivi geometrici a losanghe di carattere normanno (1215-20) e sculture, capolavori della plastica romanica di gusto francese: a destra il Marienpforte, "Portale di Maria", con nel timpano la Vergine adorata dai Santi Patroni Pietro e Giorgio e dalla coppia imperiale Enrico II e Cunegonda; a sinistra il Adamspforte, "Portale di Adamo" reca nel timpano statue di Adamo e Eva, di cui gli originali sono ora conservati nel Museo Diocesano. 
Sul fianco nord della chiesa, verso la piazza, si apre il maggiore Fürstenportal, "Portale del Principe", col Giudizio Finale nel timpano, e copie di quelle della Chiesa e della Sinagoga, dei Profeti e degli Apostoli.
Una porta minore, detta di Veit, in stile Cistercense dà accesso al transetto sud.
Nel campanile sono presenti quattro campane antiche create tra il 1185 e il 1311.

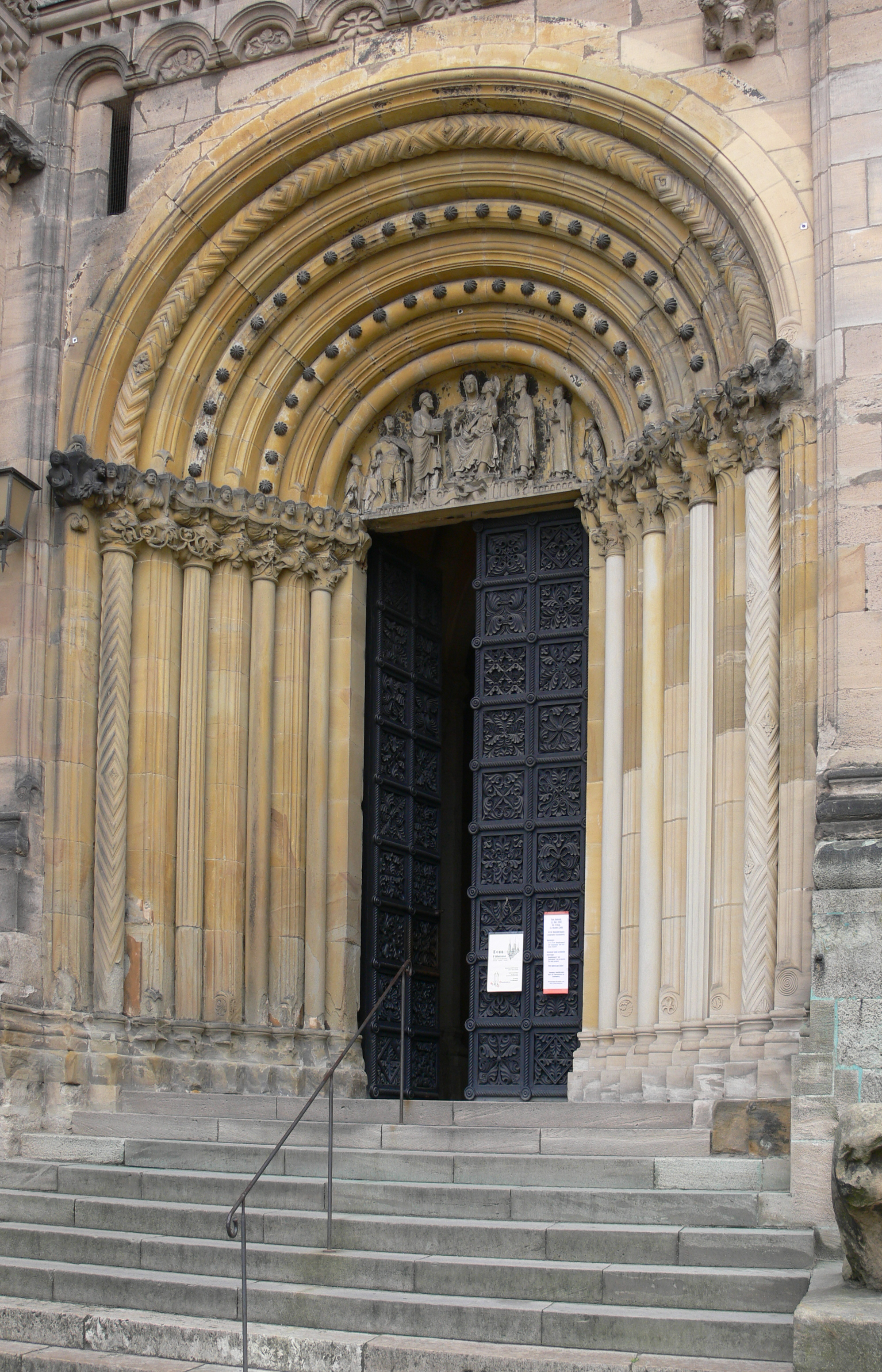
Il Portale di Maria.
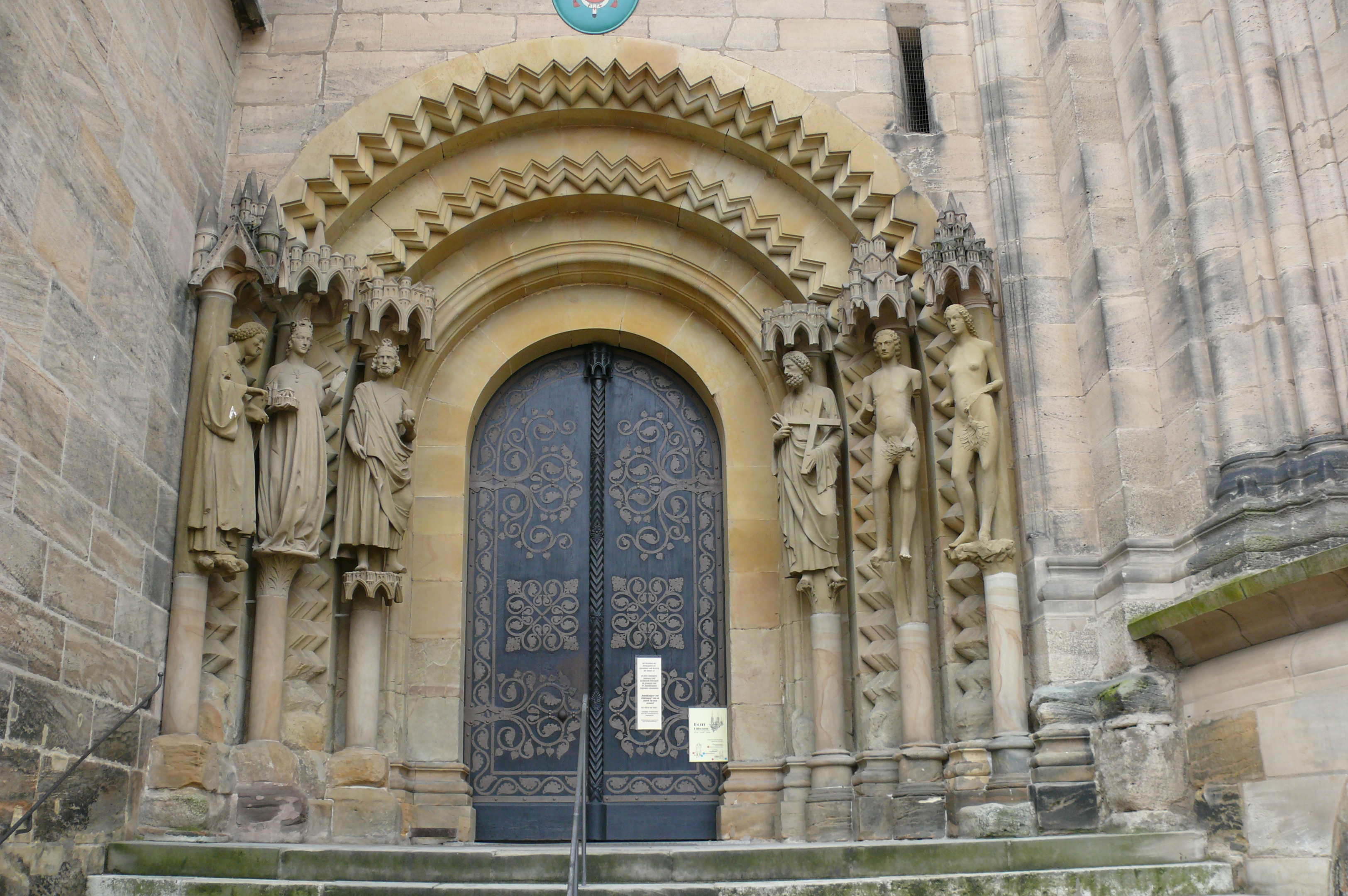
Il Portale di Adamo.
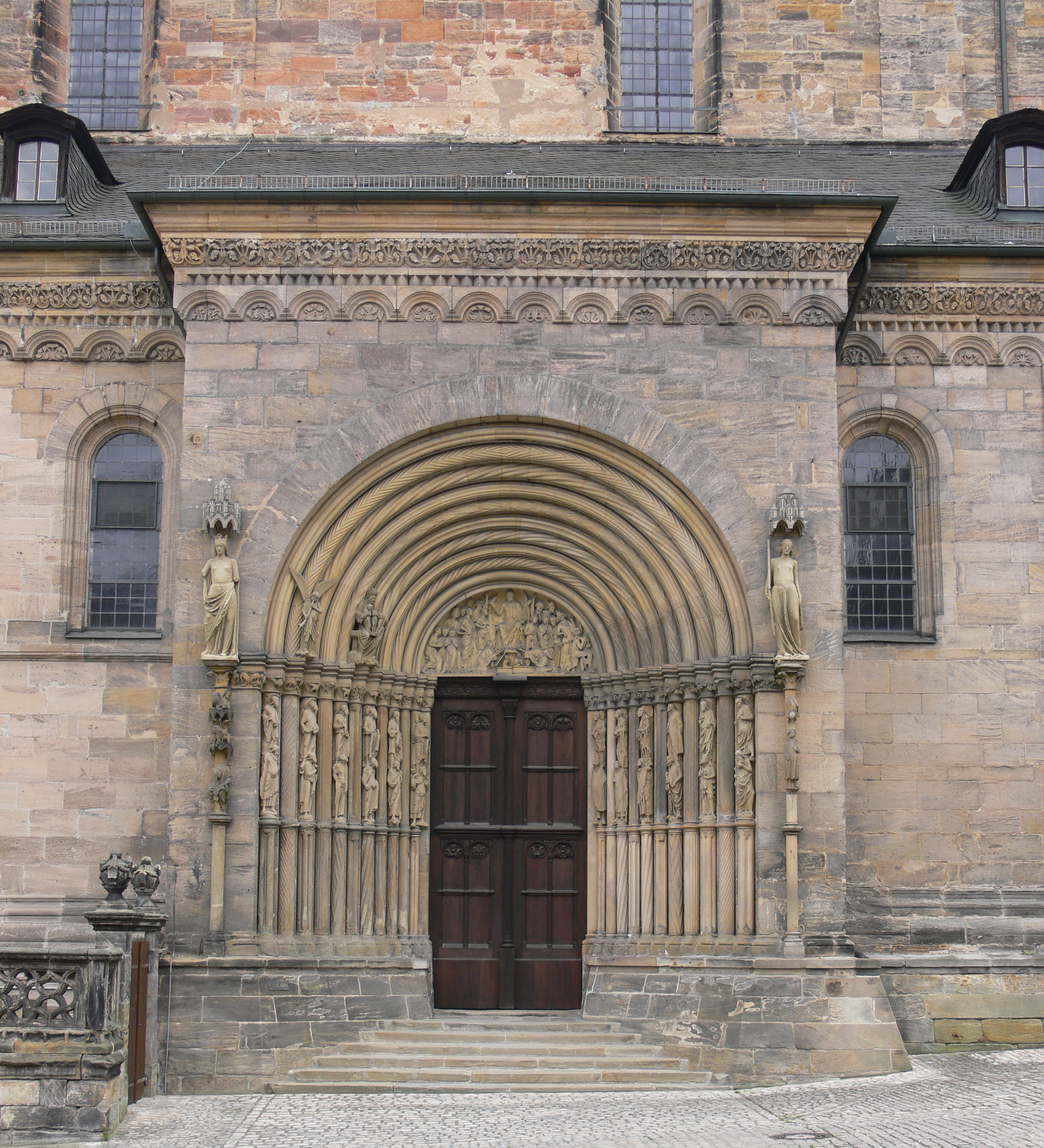
Il portale del Principe.

## Interno

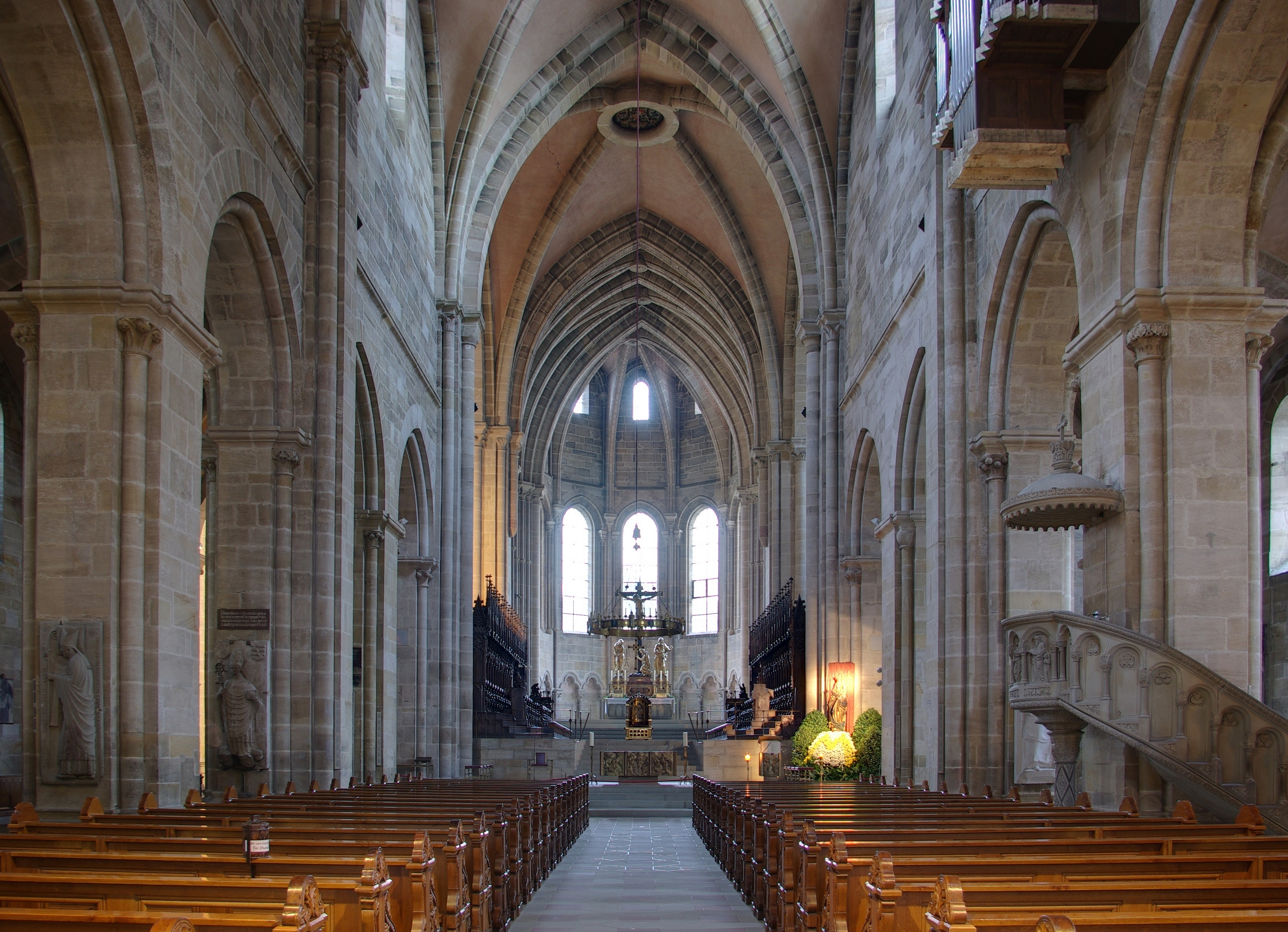
Veduta dell'interno.

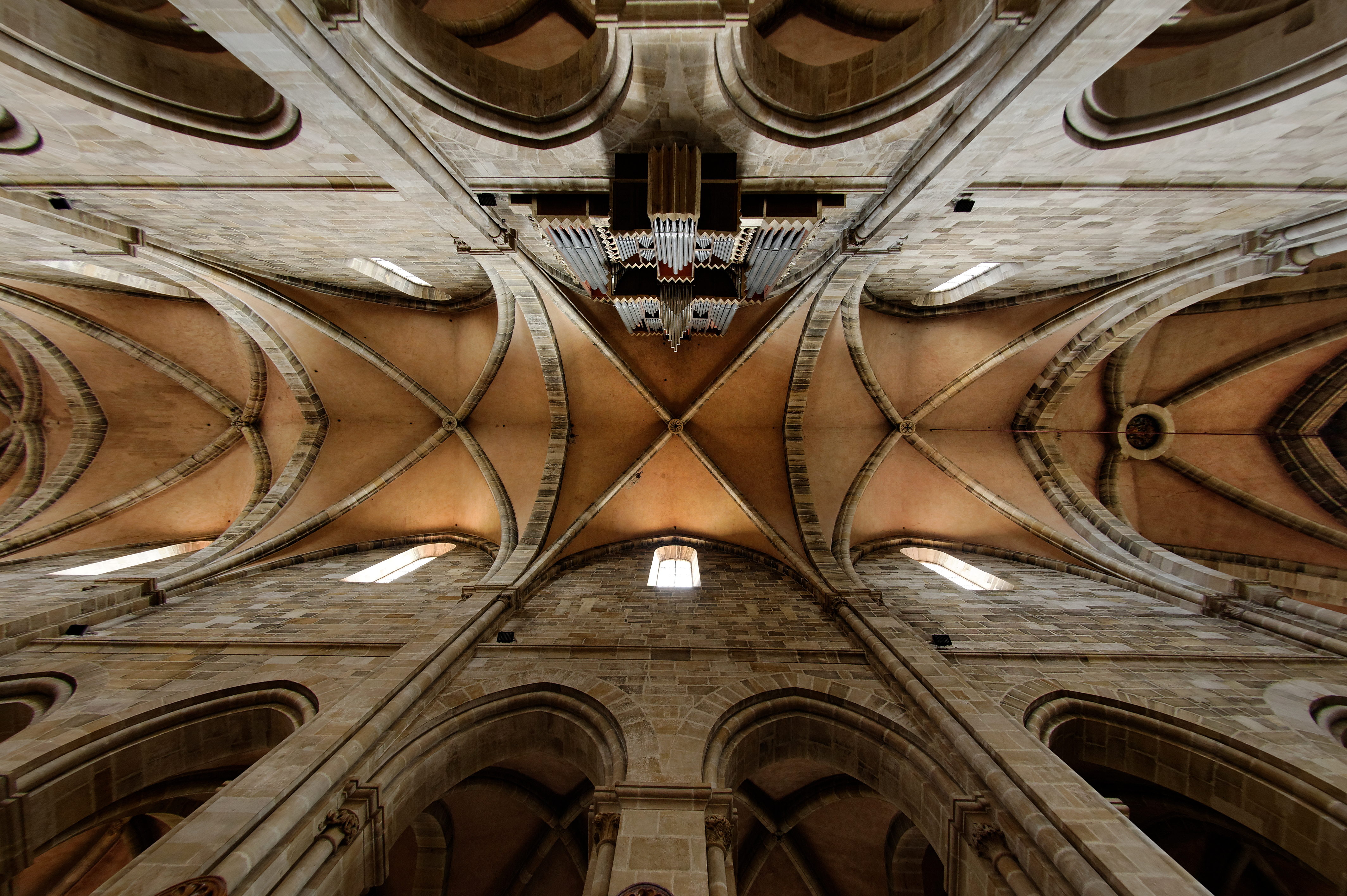
Le volte a crociera.

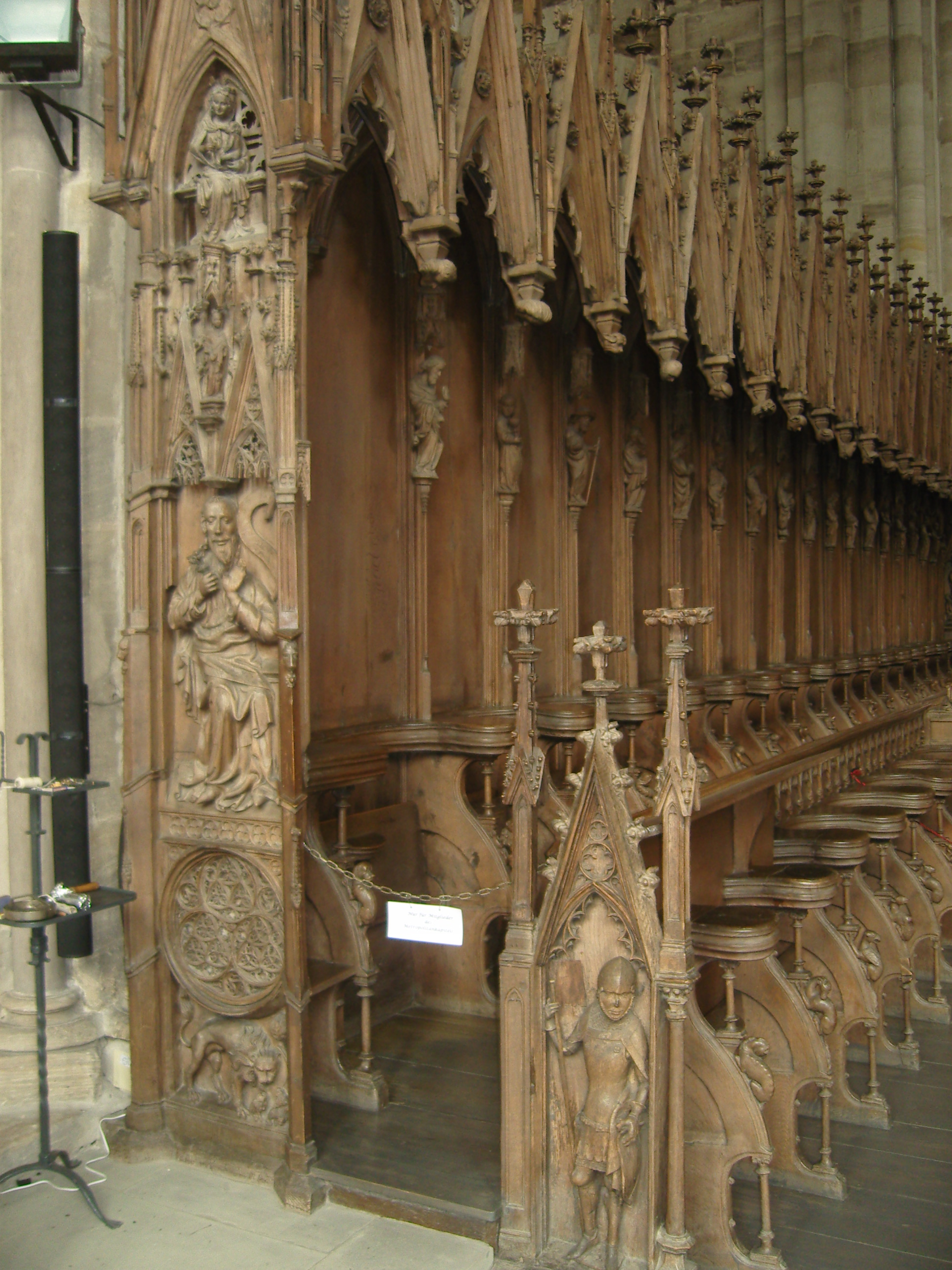
Gli stalli trecenteschi del Peterschor.

L'interno è diviso in tre navate da possenti pilastri compositi che formano gli arconi e arrivano fino alle volte a crociera. Ogni volta inscrive una coppia di campate.
I due cori della pianta bicefala chiudono le prospettive.

### Peterschor
A ovest il Peterschor, dedicato a San Pietro, è ricavato nell'abside occidentale. Accoglie una cattedra del 1904 e, al centro, la tomba di papa Clemente II.
Davanti all'abside vi sono preziosi stalli lignei gotici risalenti alla fine del XIV secolo, affollati di statue e sculture.
L'Altare della Croce, in legno di tiglio dorato (1652-53), con statue di Gesù, Maria, Maria Maddalena e Giovanni, è uno dei pochissimi residui dell'arte barocca, opera di Justus Glesker. 
Di fronte, l'Altare del popolo (1974-75), in arenaria, con medaglioni che mostrano la vita di Gesù, di Klaus Backmund.
Sotto il coro, una cripta riaperta nel 1995, contiene le sepolture degli ultimi arcivescovi.
Nel transetto sud, interessanti un epitaffio in pietra del vescovo Philipp Von Henneberg, morto nel 1487 di un maestro magontino e, soprattutto, sull'altare, il dossale di Maria (1520-1523), opera di Veit Stoss il Vecchio. Nello stesso transetto sud, la cappella del chiodo (1456), contiene 97 epitaffi bronzei di canonici (XV-XVII secolo) e un Crocifisso (1658).
Sotto la torre a nordovest nel 1997 è stata creata una cappella per accogliere i teschi di Enrico II il Santo e della moglie Cunegonda.

### Georgenchor
A est il Georgenchor, dedicato a San Giorgio, è ricavato nell'abside orientale. Appare sopraelevato sulla cripta sottostante. Nei transetti sono statue di Apostoli, più antiche quelle del braccio sud e più moderne quelle del braccio nord; e due tombe del XII secolo. Davanti all'abside vi sono stalli lignei con chimere e leoni della prima metà del XIV secolo, (ritoccati).
Nella cripta sono tombe di vari vescovi, quella del re Corrado III che morì a Bamberga nel 1152 e un fonte battesimale.
A destra del coro è l'ingresso verso il chiostro tardogotico (XV secolo), con gallerie popolate di tombe.
Nella sala capitolare, visibili un altare in legno (c. 1500), e un chiodo supposto appartenere alla Vera Croce, venerato a Bamberga sin dal XIV secolo. Nella cappella del Sacramento, invece, un quadro (c. 1520) attribuito a Lucas Cranach il Vecchio.

### Navate
Nella navata centrale spicca la tomba dell'imperatore Enrico II il Santo e della moglie Cunegonda, posta al centro di fronte il Georgenchor.
Sempre nella navata centrale un pulpito (XIX secolo) e l'organo (1976), opera del mastro organaro Rieger.
Nella navata sud, al terzo pilastro, si nota la lastra tombale del vescovo Friedrich von Hohenlohe, al settimo pilastro, rilievo dell'Annunciazione, tra i pilastri settimo e ottavo, statue della Chiesa e della Sinagoga; ai lati dei pilastri ottavi di destra e sinistra, parti di un recinto in pietra (prima parte del XIII secolo), ad armature che inquadrano statue a bassorilievo di Apostoli e Profeti.
Nella navata nord, a sinistra, le tombe degli arcivescovi Albrecht von Wertheim, morto nel 1421 e Friedrich Von Trechendingen, morto nel 1366. Al pilastro successivo, contro il coro, gruppo della Visitazione e gruppo di San Dionigi con Angelo sorridente; infine, la lastra tombale di papa Clemente II.

## Opere d'arte

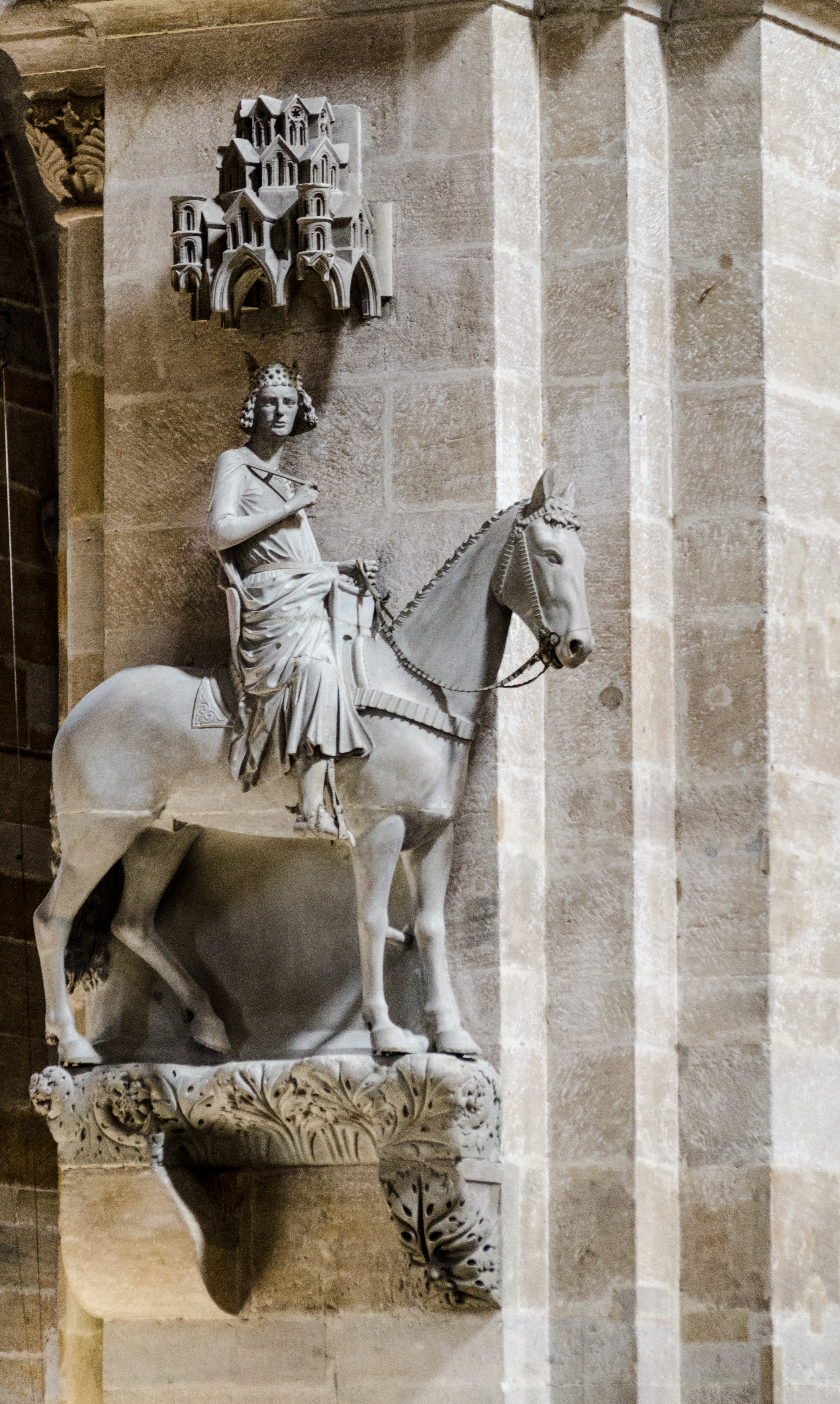
Il Cavaliere di Bamberga.

Il Duomo di Bamberga conserva numerose opere d'arte fra le quali emergono:
- Veit-Stoß-Altar. L'altare dedicato alla Vergine o al Natale, deve il nome al celebre Veit Stoss che lo scolpì in legno di tiglio nel 1523 su commissione di suo figlio, Andreas Stoss, priore del monastero carmelitano di Norimberga. Quando il monastero fu sciolto la pala venne portata dallo stesso committente alla Parrocchiale Superiore di Bamberga. Venne poi qui trasferito, come prestito, per la celebrazione dei 700 anni della cattedrale nel 1937.
- Kirchgattendorfer Altar. L'altare mariano risale a intorno il 1510. Deve il suo nome al paese originario di Kirchgattendorf, un piccolo villaggio del Margraviato di Bayreuth, che divenne protestante durante la Riforma.
- Riemenschneideraltar. Il cosiddetto altare di Riemenschneider con sculture dei primi anni del XVI secolo, prende il nome dalla scultura centrale di San Sebastiano eseguito dalla bottega di Tilman Riemenschneider.
- Mühlhausener Altar. L'artare mariano venne realizzato intorno al 1500 per la parrocchiale di Mühlhausen, a pochi chilometri a sud di Bamberga, poi divenuta protestante.
- lastra tombale del vescovo Friedrich von Hohenlohe, morto nel 1352, al terzo pilastro della navata sud, capolavoro di un ignoto Maestro gotico.
- Tomba di papa Clemente II, morto nel 1047, nel Peterschor, esempio di arte ottoniana del 1230 circa, in marmo nero, con figura del papa e rilievi allegorici.

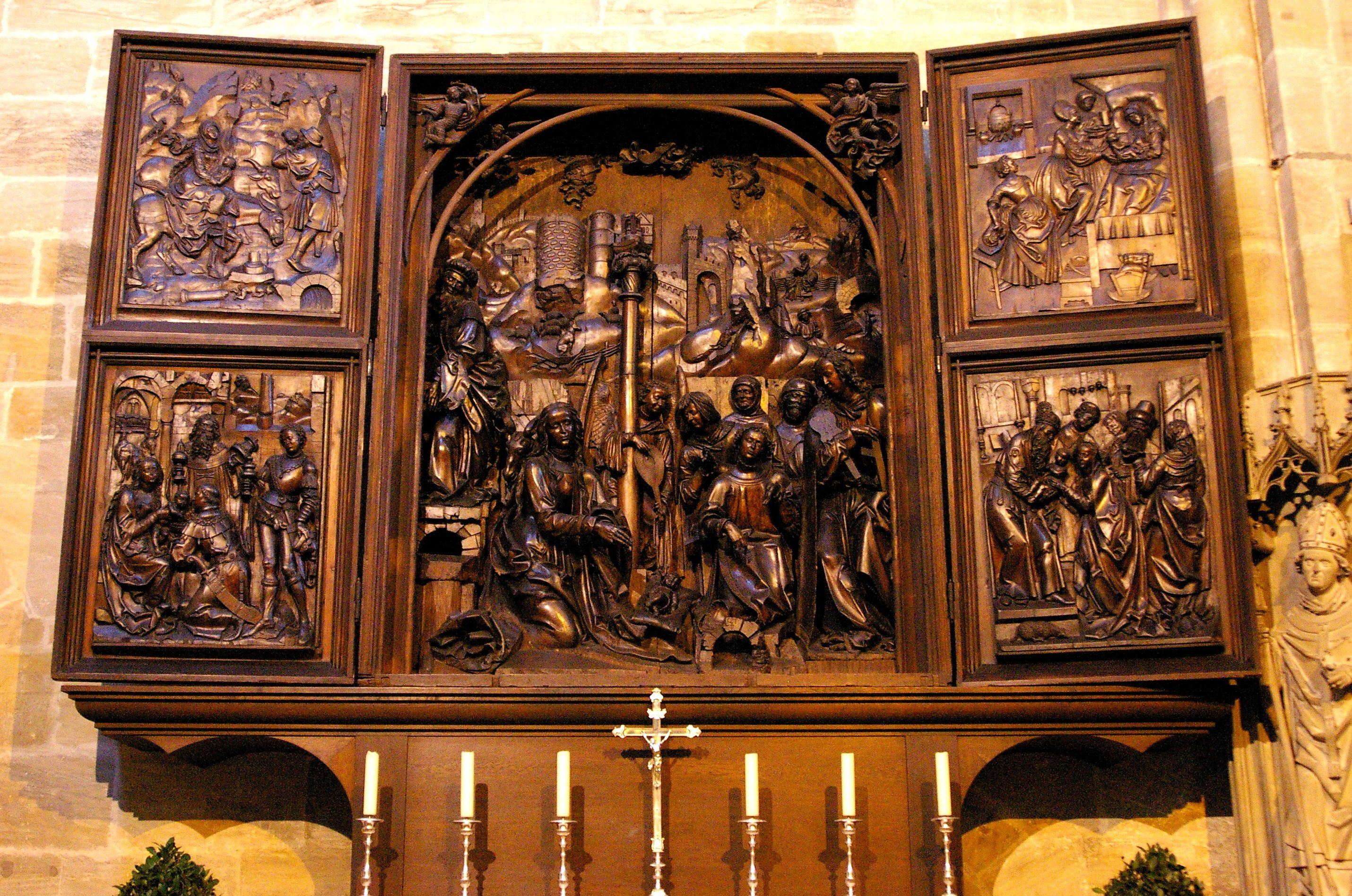
L'Altare di Veit Stoss
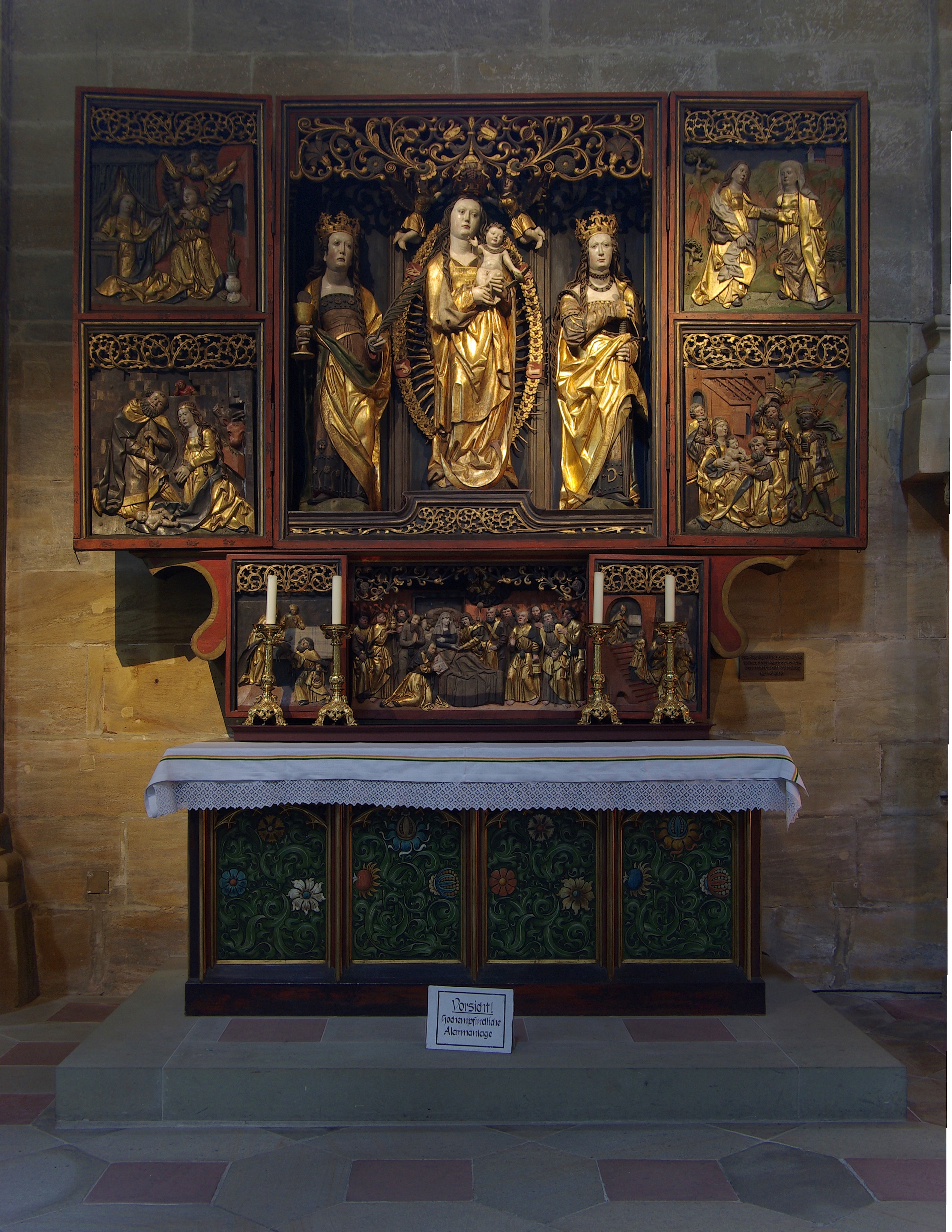
L'Altare di Kirchgattendorf.
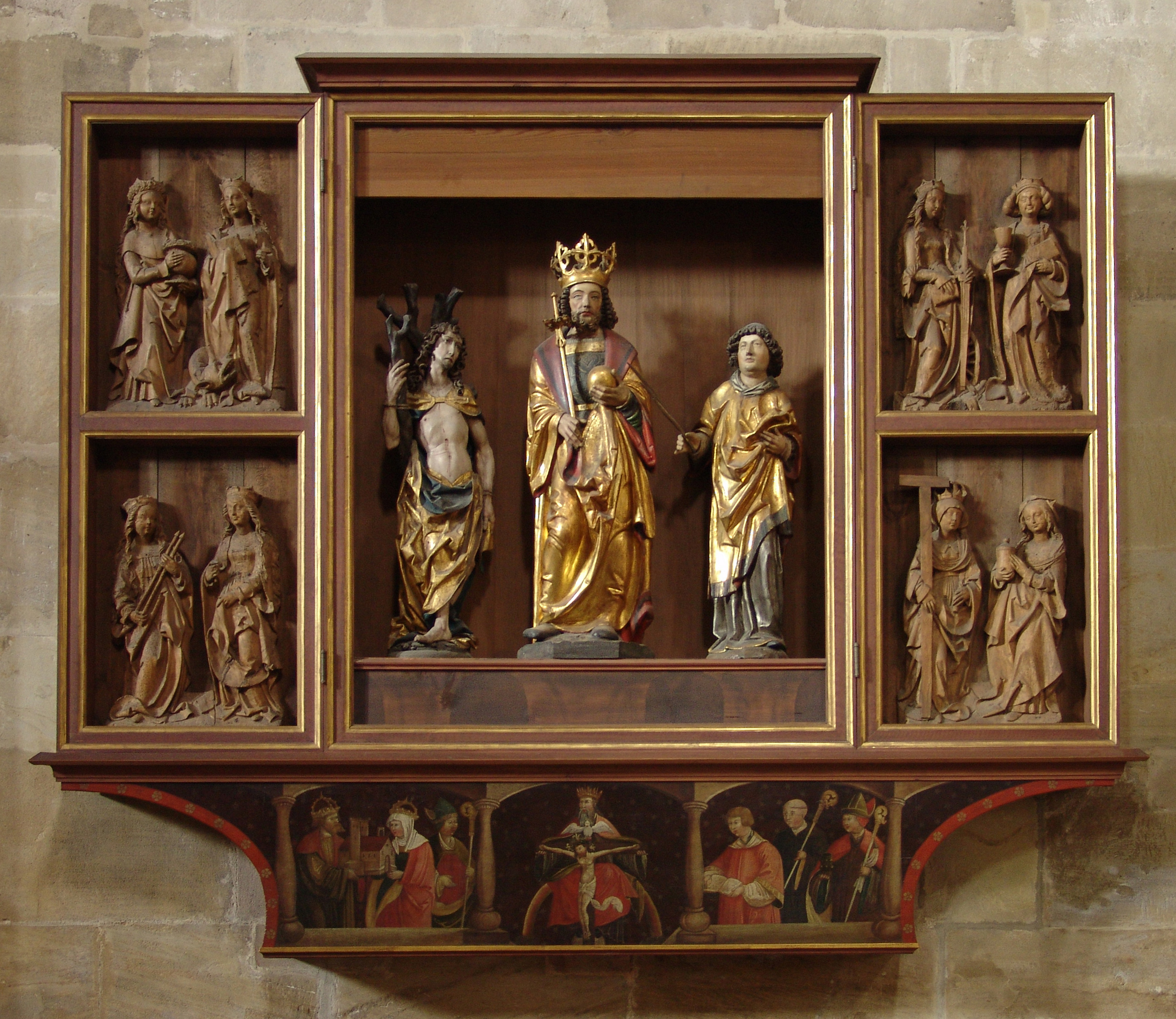
L'Altare di Riemenschneider.
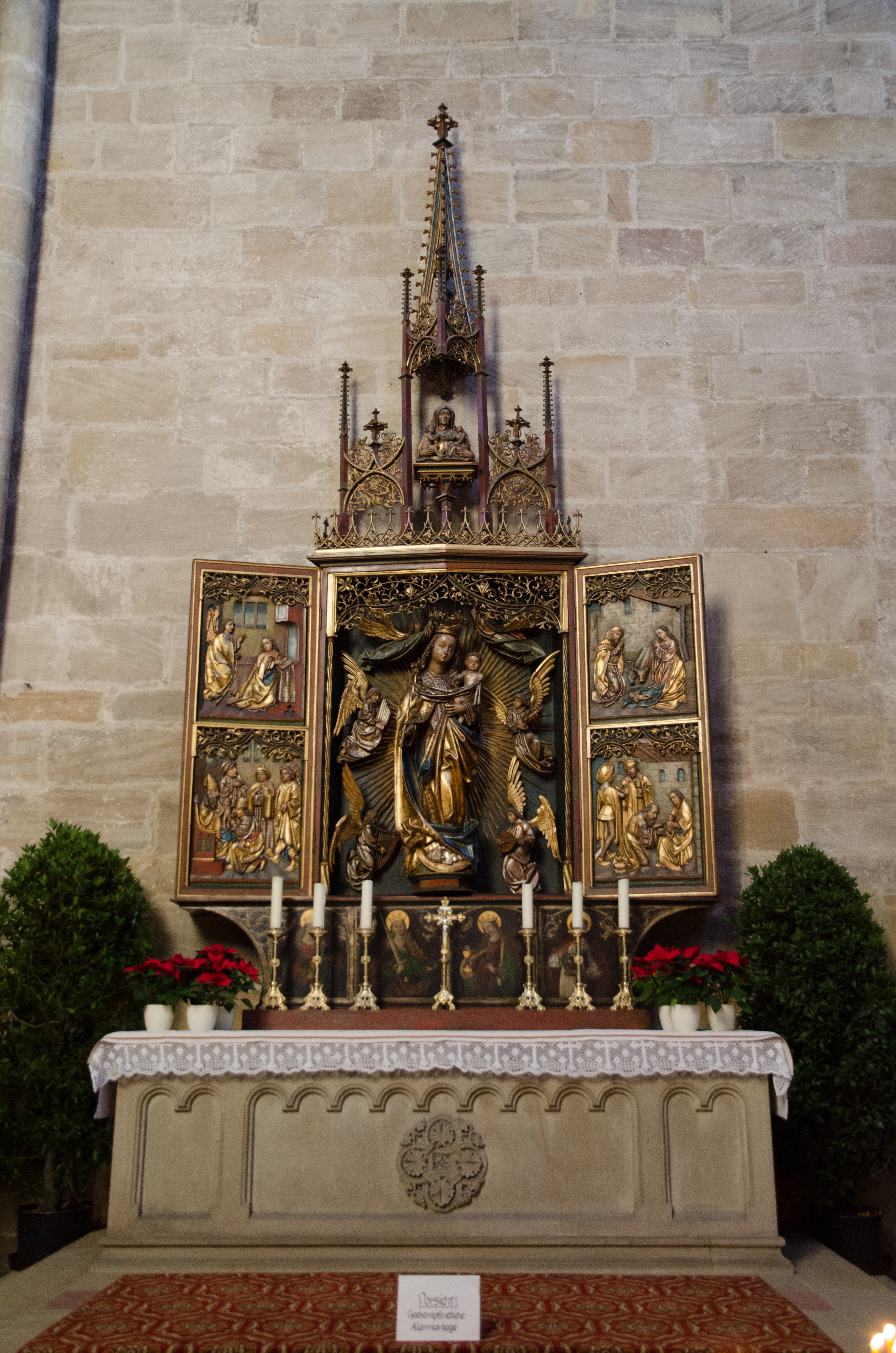
L'Altare di Mühlhausen.

### Cavaliere di Bamberga
Il Bamberg Reiter, o Cavaliere di Bamberga, è una celeberrima statua raffigurante un cavaliere a cavallo. Sembra raffiguri il re Stefano I d'Ungheria e simboleggia l'ideale Medievale. Venne eseguita nella metà del XIII secolo dallo stesso scultore del Giudizio finale sul timpano del portale del Principe. Si erge su un mensolone del pilastro sinistro del Georgenchor.

### Tomba di Enrico II

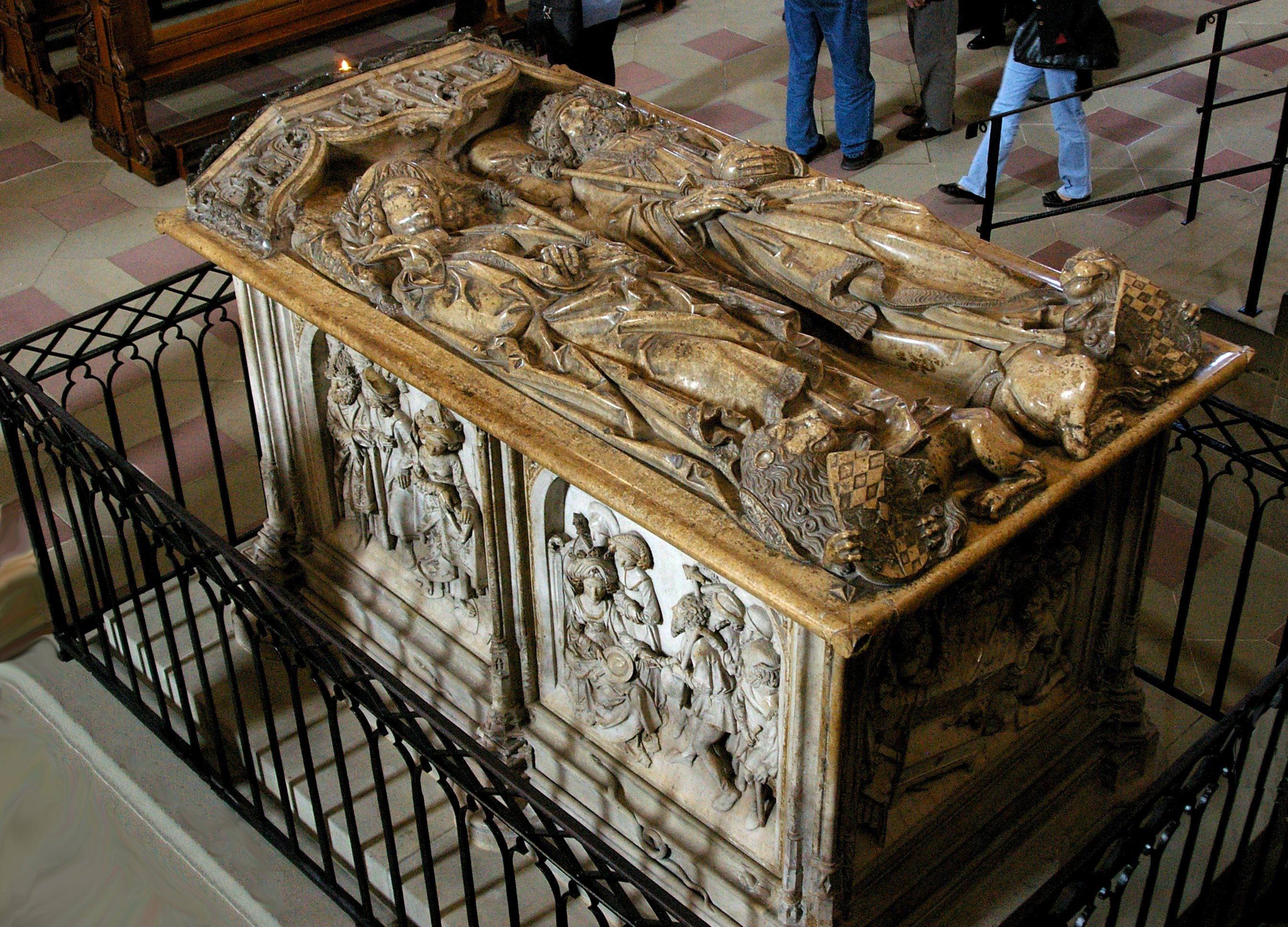
Tomba di Enrico II e Cunegonda.

La tomba dell'imperatore Enrico II il Santo e della moglie Cunegonda di Lussemburgo, sorge nella navata centrale, di fronte il Georgenchor. Capolavoro di Tilman Riemenschneider, venne realizzata in calcare e marmo fra il 1499 e il 1513 su bozzetti di Wolfgang Katzheimer. Sul basamento reca bassorilievi di un gusto già rinascimentale che illustrano la Vita dell'Imperatore. La lastra tombale porta le statue giacenti della coppia imperiale.

## Misure e dimensioni
| Lunghezza totale esterna: 99 m        |
| Lunghezza del coro orientale: 30 m    |
| Lunghezza della navata: 37 m          |
| Lunghezza del coro occidentale: 28 m  |
| Larghezza: 28,50 m                    |
| Altezza delle volte: 25,50 m          |
| Altezza delle torri orientali: 76 m   |
| Altezza delle torri occidentali: 74 m |